# Amomum corrugatum
Amomum corrugatum là một loài thực vật có hoa trong họ Gừng. Loài này được Jana Leong-Škorničková, Lưu Hồng Trường và Trần Hữu Đăng mô tả khoa học đầu tiên năm 2019.

## Phân bố
Loài này được tìm thấy ở cao độ 216 m (709 ft) trên Đèo Chuối gần thị trấn Ma Đa Guôi, huyện Đạ Huoai, tỉnh Lâm Đồng, Việt Nam.

## Mô tả
Cây thân thảo, cao đến 1 m, 1-3 lá, phiến lá thuôn dài, 50 × 15,5 cm. Cuống cụm hoa dài 1–2 cm, hoa dài 12–14 cm; cánh giữa môi dưới hình tam giác rộng, 2,8 × 2,4-2,5 cm, màu trắng, gân giữa màu vàng, rộng dần về phía trên, nửa dưới 2 bên gân màu đỏ; mào bao phấn gần tròn, 3,5-4 × 5 mm.